# Josip Lenče
Josip Lenče, slovenski gostilničar, trgovec in politik * 15. januar 1865, Lavrica, † 12. april 1920, Ljubljana.
V njegovi ljubljanski gostilni so se shajali Anton Aškerc, Ivan Tavčar, Luka Pintar, Maks Pleteršnik in drugi. V letih 1898−1910 je bil ljubljanski občinski odbornik in član več upravnih odborov finančnih ustanov v Ljubljani. Raznim humanitarnim in drugim društvom je daroval večje denarne zneske.